# Bangladeschische Badmintonmeisterschaft 1982
Die Bangladeschische Badmintonmeisterschaft 1982 war die 8. Austragung der nationalen Titelkämpfe im Badminton in Bangladesch.

## Sieger und Finalisten
| Disziplin       | Gold                                              | Silber                                         |
| --------------- | ------------------------------------------------- | ---------------------------------------------- |
| Herreneinzel    | Sultan Arefin Badar (Dhaka University)            | Monoar Ul Alam Babul (Biman)                   |
| Dameneinzel     | Kamrun Nahar Dana (Dhaka University)              | Sayeeda Marrium Tareq (Metropolitan Police SA) |
| Herrendoppel    | Shek Abul Hashem Sapan (Biman)                    | Monoar Ul Alam Babul Dulal (Biman)             |
| Damendoppel     | Kamrun Nahar Dana Rashida (Dhaka University)      | Rokeya Nazia Akhter Juthi (Biman)              |
| Junioreneinzel  | Sabuj (Distrikt Dhaka)                            | Mitul (Distrikt Dhaka)                         |
| Veteranendoppel | A. B. S. Safder R. Karim (Metropolitan Police SA) | A. Islam M. H. Khan (Distrikt Dhaka)           |